# Русаков, Егор Витальевич
Его́р Вита́льевич Русако́в (бел. Ягор Вітальевіч Русакоў; род. 26 мая 2006 года, Борисов, Беларусь) — белорусский футболист, полузащитник клуба БАТЭ.

## Карьера
Воспитанник городской ДЮСШ-2 и академии БАТЭ. В 2024 году переведён в состав резервной команды. В Первой лиге дебютировал 8 июня в домашнем матче против «Слоним-2017», выйдя в стартовом составе. Первый гол забил 6 августа в ворота «Барановичей», принеся своей команде победу. 28 сентября в игре с «Оршей» оформил первый в карьере дубль. В следующем году стал лидером БАТЭ-2, к середине сезона получил капитанскую повязку. К началу второй половины сезона являлся лучшим в команде по отборам (41) и подборам (98). В том же сезоне начал привлекаться к играм за основную команду клуба. Дебютировал 13 июля 2025 года в гостевом матче Кубка Беларуси против «Энергетик-БГУ», заменив на 62-й минуте Максима Телеша. В Высшей лиге дебютировал 1 августа в домашне встрече с «Витебском», заменив на 66-й минуте Алеся Сахончика.